# Kurnakovova reakce
Kurnakovova reakce, také nazývaná Kurnakovův test, je chemická reakce používaná k odlišení cis- a trans izomerů [PtA2X2] (A = NH3, X = halogenid nebo pseudohalogenid). Po přidání thiomočoviny trans dihalogenidy vytvoří špatně rozpustné bílé produkty, zatímco u cis dihalogenidů vzniknou lépe rozpustné žluté produkty. Používá ke zkoumání vzorků cisplatiny, nejčastěji k předvedení trans efektu.
Reakci vyvinul chemik Nikolaj Kurnakov.

## Použití
Kurnakovův test slouží k detekci transplatiny ve vzorcích cisplatiny. V horkém vodném roztoku vytvoří cis izomer reakcí s thiomočovinou (tu) žlutý roztok, ze kterého se po ochlazení vysráží žlutý [Pt(tu)4]Cl2. Z trans izomeru se utvoří bílý roztok, ze kterého se po ochlazení vysráží bílý trans-[Pt(tu)2(NH3)2]Cl2.